# Farnbach (Breitungen)
Farnbach ist ein weilerartiger Ortsteil von Breitungen/Werra im Landkreis Schmalkalden-Meiningen in Thüringen.

## Lage
Farnbach befindet sich östlich von Breitungen und der Bundesstraße 19 am Rande der Werraniederung. Der Ort ist von Breitungen aus über eine Gemeindestraße erreichbar, die als Weg weiter nach Wolfsberg führt.
Der Weiler ist nach dem gleichnamigen Bach benannt, der den Ortsteil durchfließt.

## Geschichte
Am 17. Mai 1016 wurde das damalige Einzelgehöft (Gut) erstmals urkundlich erwähnt. Einem Johann Farnbach ist diese Ersterwähnung zu verdanken. Er war hier Besitzer des Rittergutes. Nach Aussterben der Linie verkaufte man an Otto von Rußwurm und Christoph Hund Wentzheim auf Altenstein.
Nach Ende des Zweiten Weltkrieges wurde das Gut enteignet. Im Jahr 1956 wurde Farnbach nach Breitungen eingemeindet.